# 大明松
大明松（学名：Pinus taiwanensis var. damingshanensis）是松科松属的变种。分布在中国大陆的广西大明山、贵州梵净山等地，属中国原产的植物（非从国外引种）。其变种加词“damingshanensis”意为“广西大明山的”。